# Gramática del quechua ancashino
La gramática del quechua ancashino, es similar a las de las demás lenguas quechuas, especialmente las de la rama Quechua I de la que forma parte.
El quechua ancashino es un modelo de lengua aglutinante, que utiliza exclusivamente sufijos. Como en todas las lenguas aglutinantes, se usa abundantemente la flexión y la derivación, para enriquecer el significado de los enunciados. Tiene una gramática bastante regular y similar a la del idioma aimara y la del jaqaru, con los cuales se los quiso emparentar en el pasado.

## Morfología
La formación de las palabras del quechua se realiza a partir de dos tipos de monemas, es decir, los componentes de la palabra suelen ser de dos tipos: raíces (lexemas) y sufijos. El quechua se caracteriza por ser una lengua regular, esto es, la forma subyacente de los morfemas no varía con la adición o deleción de algún otro dentro de la palabra.

### Raíces
Una raíz es la parte invariable de una palabra, que guarda el significado básico de la misma. En el quechua, un cierto grado de permeabilidad existe entre las diferentes clases de lexemas; en particular, muchas raíces pueden ser tanto nominales como verbales. Así pues, la clase léxica viene determinada principalmente por los sufijos que se adjuntan a la raíz (ver el ejemplo abajo: sólo la marca del infinitivo -y permite distinguir el verbo y el adjectivo).
| Lexema   | Clase gramatical | Español           |
| -------- | ---------------- | ----------------- |
| llampu   | Adjectivo        | 'suave'           |
| llampu-y | Verbo            | 'ser/estar suave' |

#### Raíces nominales
Las raíces nominales  tienen la característica de poder funcionar de forma independiente, sin necesidad de añadir un sufijo (a diferencia de las raíces verbales).
Las raíces nominales suelen incluirse dentro de las categorías gramaticales tradicionales de sustantivo, pronombre y adjetivo. Por ejemplo, allqu ('perro') o rumi ('piedra'), mishki ('dulce') o alli (bueno), etc.
Entre los pronombres, encontramos conjuntos cerrados y reducidos por su naturaleza.
Pronombres personalesSon siete. Las formas singulares – nuqa (yo), qam (tú) y pay (él,ella) – sirven para formar las plurales con el sufijo pluralizador (-kuna) – qamkuna, paykuna – salvo en el caso de la primera persona, donde se presentan dos formas: una incluyente – nuqantsik: " yo y tú por lo menos", involucra al oyente, "yo + contigo, nosotros contigo también " – y otra excluyente – nuqakuna: "solamente nosotros sin ti", "nosotros excepto tú", aparta al oyente –.
|               |    | Número |                    |
| SIN           | PL |        |                    |
| P e r s o n a | 1ª | nuqa   | nuqa·n·tsik (INCL) |
| P e r s o n a | 1ª | nuqa   | nuqakuna (EXCL)    |
| P e r s o n a | 2ª | qam    |                    |
| P e r s o n a | 2ª | qam    | qam·kuna           |
| P e r s o n a | 3ª | pay    | pay·kuna           |

|               | Con el hablante | Con el hablante | Sin el hablante       | Sin el hablante       |
| ------------- | --------------- | --------------- | --------------------- | --------------------- |
| Con el oyente | nuqantsik       | nuqantsik       | qam ('tú')            | qam ('tú')            |
| Sin el oyente | nuqa ('yo')     | nuqa ('yo')     | pay ('él, ella, eso') | pay ('él, ella, eso') |

Pronombres interrogativo-indefinidosFuncionan per se como interrogativos y tienen función de p. indefinidos cuando llevan el enclítico -pis
| Pronombre | (traducción)              |
| --------- | ------------------------- |
| ima       | qué                       |
| pi        | quién                     |
| may-      | dónde                     |
| ayka      | cuánto                    |
| imaq      | a qué (síncopa de imanaq) |
| imanir    | por qué                   |
| mayqa-    | cuál                      |

Pronombres demostrativos
| Pronombre | (traducción)                               |
| --------- | ------------------------------------------ |
| kay       | este(a), esto                              |
| tsay      | ese(a), eso                                |
| taqay     | aquello(a)                                 |
| wakin     | ese otro algunos, los restantes, una parte |
| huk       | otro, otra                                 |
| washa     | allá, lejos                                |

#### Raíces verbales
Las raíces verbales son todas dependientes: necesitan estar modificadas por un sufijo para tener una función dentro de la oración. El lema está escrito de tal manera que marca esta particularidad. Por ejemplo: miku- ('comer') o wiya- ('oír').
El sufijo -y sirve para expresar el modo infinitivo. Ejemplo: miku- + -y → mikuy ('comer'); wiya- + -y → wiyay ('oír')

#### Otros lexemas
Los lexemas que no pueden ser flexionados ni derivados incluyen las interjecciones, los adverbios, la afirmativa aw ('sí') y las negativas ama (prohibitivo) y mana ('no'), y las conjunciones, préstamos del español. Ciertos adverbios admiten sufijos clíticos o independientes, por ejemplo awmi (aw + mi [evidencial]), sinoqa (sino + qa [topical]).

### Sufijos
Los sufijos son morfemas que se añaden posteriormente a una raíz. Permiten modificar o complementar el significado de la palabra.
Los sufijos quechuas se clasifican en tres tipos: derivativos, flexivos y clíticos.

#### Sufijos derivativos
La derivación de una palabra produce un cambio en el significado referencial básico de la raíz modificada. El quechua deriva sus raíces sufijándolas. Por ejemplo:
rikaa- (ver) + -tsi- → rikaatsi- ('enseñar, mostrar')
urya- (trabajar)+ -q → uryaq ('quien trabaja')
waaka (vaca) + -yuq → waakayuq ('quien posee vaca(s)')
yaku (agua) + -naa- → yakunaa- ('sentir sed' o 'deseo de tomar agua o líquido')

#### Sufijos flexivos
La flexión de una palabra permite expresar las relaciones gramaticales de está con las demás de la oración; no alteran de ningún modo el significado referencial básico de la palabra. En el quechua, la flexión acontece mediante la adición de sufijos flexivos

#### Clíticos
Los clíticos son morfemas que no dependen de la clase gramatical de la palabra para unirse, por lo que se les considera morfemas 'libres'.
Los sufijos clíticos o enclíticos del quechua se ordenan en cuatro posiciones (cinco si se incluye -tsun, de la palabra siitsun 'sí'), a saber:
| - -raq, -ran, -raa ('todavía, aún') - -na, -ña ('ya') - -pis, -si ('también') - -taq, -tan, -taa (énfasis) | - -tsu (negativo) - -ku (interrogativo) | - -qa (tópico) - -m(i) (experiencia personal) - -sh(i) (reportivo, 'dicen que') - -ch(i) (posibilidad) - -chaa ('seguramente') | - -r(i) ('pues') |

## La formación de las palabras

### Derivación

#### Derivación nominal
En cuanto a la derivación, los sufijos quechuas pueden clasificarse en dos grupos: denominalizadores y deverbalizadores
| Proceso                     | Proceso                      | Sufijos   | Ejemplo                                                      | (traducción)                                                                     |
| --------------------------- | ---------------------------- | --------- | ------------------------------------------------------------ | -------------------------------------------------------------------------------- |
| derivación denominalizadora | posesivo                     | -yuq      | payqa allquyuq                                               | él tiene perro                                                                   |
| derivación denominalizadora | inclusivo                    | -nti-     | allquntin                                                    | también su perro                                                                 |
| derivación denominalizadora | acompañativo                 | -wan-     | allqunwan                                                    | con su perro                                                                     |
| derivación denominalizadora | no limitativo                | -tasi-    | allquntasi                                                   | hasta a su perro                                                                 |
| derivación denominalizadora | aumentativo                  | -sapa     | ñawisapa                                                     | de ojos muy grandes, "puro ojos" (ñawi = ojo)                                    |
| derivación denominalizadora | semejanza                    | -niraq    | allquniraq                                                   | semejante al perro (señala a un objeto o animal) (referido al hombre: despectivo |
| derivación denominalizadora | replicativo o presenta pares | -mahi-    | markamahi                                                    | del mismo pueblo o ciudad, cocitadino.                                           |
| limitativo                  | -lla                         | allqulla  | tan sólo el perro, únicamente (el/los) perro(s)              |                                                                                  |
| reafirmativo                | -chaq                        | warmichaq | Pues es mujer; ciertamente es mujer ( traducción ideológica) |                                                                                  |
| privativo                   | -nnaq                        | wasinnaq  | el que no tiene casa                                         |                                                                                  |
| derivación deverbalizadora  | infinitivizador              | -y        | aruy                                                         | trabajar, el trabajo                                                             |
| derivación deverbalizadora  | agentivo                     | -q        | aruq                                                         | el que trabaja, obrero, trabajador                                               |
| derivación deverbalizadora  | concretizador                | -na       | rurana                                                       | herramienta, utensilio-                                                          |
| derivación deverbalizadora  | participial                  | -shqa     | arushqa                                                      | trabajado(a).                                                                    |

##### Derivación denominalizadora
- -na (desiderativo)

yaku "agua" → yakunay- "tener sed"
- -taa (envolvente)

yawar "sangre" → yawartay- "ensangrentar"
- -tsay (factativo)

marka "pueblo" → markatsay- "fundar un pueblo"
- -ya-y (transformativo)

awkis "viejo" → awkisyay- "envejecer"

#### Derivación verbal
Los verbos del quechua tienen una amplísima productividad, mayor que la de los nombres per se. Las variedades de quechua central tienen el mayor stock de sufijos de todas las lenguas quechuas.
Sufijos de voz
- -kaa
- -ku
- -na
- -pu
- -pu
- -rpa
- -:shi
- -tsi

Sufijos aspectuales y modales
- -traku
- -llaa
- -mu
- -naa
- -pa
- -paa
- -raa
- -ri
- -rku
- -rpaari
- -rpu
- -rqaari
- -rqu
- -ski
- -ykaa
- -(y)katraa
- -yku

### Epéntesis
Como se mencionó antes, la formación de las palabras se da eminentemente por flexión y derivación; esto se logra mediante la adición de múltiples sufijos. Si a una raíz que termine en una consonante se le desea agregar una raíz que comienza con una consonante final (aquella que debería ser la última consonante de una sílaba) se interpone el interfijo -ni- para conservar el esquema silábico de la palabra. Por ejemplo:
yawar (sangre) + -n (posesivo de tercera persona) → yawarnin (su sangre)

## Sintaxis
El quechua ancashino es una lengua predominantemente SOV, con una marcada tendencia a adoptar el orden de los elementos del español (SVO).